# Those Dancing Days
Those Dancing Days foi uma banda de indie pop formada em Nacka, um subúrbio de Estocolmo, Suécia. Muitas vezes comparado aos grupos vocais femininos dos anos 60 de soul, a banda foi formada em 2005, quando ainda estudavam o colegial. Atualmente são contratadas do selo Wichita Recordings. O nome do grupo provém da canção "Dancing Days", do Led Zeppelin.
Duas das participantes do conjunto terminaram o colégio apenas no verão de 2008, tendo recebido grande publicidade no exterior ainda em 2007, inclusive ao aparecer na NME e na MTV2. Foram indicadas, inclusive, ao prêmio de Melhor Artista Sueco do MTV Europe Music Awards 2007. A banda tem feito diversos concertos em seu país natal e também no Reino Unido e na Alemanha.
Lançaram um EP na Suécia antes de assinarem com o selo Britânico Wichita Recordings, que lançou um single homônimo em outubro de 2007.

## Discografia

### Albums
- In Our Space Hero Suits (2008) – UK #180
- Daydreams and Nightmares (2011)

### EPs
- Those Dancing Days (2007)